# Selektive Vertriebssysteme
Selektive Vertriebssysteme sind (so die Legaldefinition des Art. 1 Abs. 1 lit. g VO (EU) 2022/720 (PDF)) Vertriebssysteme, in denen sich der Anbieter verpflichtet, die Vertragswaren oder -dienstleistungen unmittelbar oder mittelbar nur an Händler zu verkaufen, die anhand festgelegter Merkmale ausgewählt werden, und in denen sich diese Händler verpflichten, die betreffenden Waren oder Dienstleistungen nicht an Händler zu verkaufen, die innerhalb des vom Anbieter für den Betrieb dieses Systems festgelegten Gebiets nicht zum Vertrieb
zugelassen sind.
Solche Vertriebssysteme werden in erster Linie zur Erhaltung der Reputation von Marken eingesetzt. So wird etwa ein Hersteller von Luxusuhren regelmäßig ein Interesse daran haben, dass seine Produkte nur von Juwelieren, nicht aber Discountern angeboten werden. Mag dieser Zweck auch für die Hersteller nützlich sein (Wert- und Prestigeerhalt der gekauften Produkte), so können selektive Vertriebssysteme trotzdem unzulässig sein. Zunehmend entscheiden verschiedene Gerichte, dass derartige Vertriebssysteme zum ausschließlichen Schutz eines Markenimages kartellrechtlich unzulässig seien.

## Einzelheiten
Man unterscheidet zwischen offenen Systemen, der einfachen und qualifizierten Fachhandelsbindung sowie quantitativem Selektivvertrieb.

### Kartellrechtliche Zulässigkeit
Bei einem offenen Vertriebssystem wählt der Hersteller seine Abnehmer nach (beliebigen) Kriterien aus, macht ihnen bezüglich des weiteren Verkaufs aber keine Vorgaben. Da jedem Unternehmer die Absatzgestaltung grundsätzlich freigestellt ist, ist eine solche Vorgehensweise – in den Grenzen der §§ 19, 20 GWB – unbedenklich.
Setzt ein Hersteller auf die (einfache) Fachhandelsbindung, so schreibt er seinen Abnehmern vor, nur an autorisierte Wiederverkäufer zu liefern. Dies sind typischerweise Fachhändler, denen es normalerweise ihrerseits untersagt ist, an andere als Endkunden zu verkaufen. Der EuGH billigt diese Vertriebsgestaltung, solange die Auswahl der Wiederverkäufer aufgrund objektiver Gesichtspunkte erfolgt. Aufgrund der eingangs erwähnten grundsätzlich nicht wettbewerbswidrigen Motivation solcher Vertriebssysteme verneint der EuGH bereits die Tatbestandsmäßigkeit des Art. 101 (PDF) AEUV (und damit auch von § 1 GWB). Der Verhältnismäßigkeitsgrundsatz muss jedoch gewahrt bleiben; die Auswahlkriterien müssen insbesondere darauf beruhen, die Sicherstellung des richtigen Gebrauchs der Ware und den Erhalt ihres Ansehens zu gewährleisten, ferner müssen sie auch im Interesse der Verbraucher liegen.
Bei einer qualifizierten Fachhandelsbindung verlangt der Hersteller darüber hinausgehende Verpflichtungen, namentlich etwa Abnahmepflichten. Solche Vereinbarungen sind wettbewerbsbeschränkend i. S. d. des Art 101 Abs. 1 AEUV sowie § 1 GWB, jedoch teilweise durch die Gruppenfreistellungsverordnung VO (EU) 2022/720 (PDF) zugelassen.
Die quantitative Selektion der Abnehmer beschränkt die Anzahl der potenziellen Wiederverkäufer noch weiter, auf eine vom Hersteller bestimmte Höchstzahl. Auch wenn ein solcher Abnehmer also allen Qualitätskriterien des Herstellers genügt, wird ihm, wenn diese Zahl erreicht ist, eine Belieferung verweigert. Auch hier ist die Gruppenfreistellungsverordnung Nr. 330/2010 einschlägig.
Sofern ein Vertriebssystem nicht wettbewerbswidrig im Sinne des § 1, § 19 oder § 20 GWB ist, kann es auch nicht über § 21 GWB, dem Boykottverbot, angegriffen werden.

### Lauterkeitsrechtliche Fragestellungen
Wenn ein selektiver Vertrieb kartellrechtlich nicht zu beanstanden ist, können sich auf der Ebene des Lauterkeitsrechts weitere Problemfelder auftun, insbesondere was die Durchsetzbarkeit des Systems gegenüber den Händlern und Dritten betrifft. So untersagen etwa die Gerichte Hausverbote gegenüber von Herstellern zur Überwachung eingesetzter Testkäufer.